# 森下昌毅
森下 昌毅（もりした まさき、1955年〈昭和30年〉 - ）は、日本の紙芝居師。祖父は紙芝居師にして日本画劇教育協会の設立者の森下貞三、父は昭和時代の紙芝居師として生涯現役を貫いた森下正雄。父の後を継いで、東京都荒川区のあらかわ遊園でなどで紙芝居を続けている。

## 経歴
東京都荒川区で、森下正雄の長男として誕生する。紙芝居一家の生まれだが、紙芝居師の道が次第に衰退していたことや、両親に楽をさせたいとの考えから、紙芝居師の道を選ばず、大手事務機メーカーに技術者として就職する。しかし、父が喉頭癌にともなう声帯摘出で声を失ってもなお録音テープで紙芝居を演じる姿に心を動かされ、2008年（平成20年）の父の死の前日、跡を継ぐことを父に宣言する。
独学での紙芝居の練習の末、2009年（平成21年）5月、父が最も愛した下町風俗資料館（東京都台東区）で、父の追悼公演として初めて人前で紙芝居を上演する。祖父や父に師事した経験がないにもかかわらず、父の友人やファンから「そっくりだ」と驚かれる。本業でこなしていた営業プレゼンテーションの経験も役に立つ。
その後も会社員の本業の傍ら、父の得意であった紙芝居演目『黄金バット』などを公共施設のイベントなどのボランティアで上演する。2010年（平成22年）からは、東京都荒川区の遊園地であるあらかわ遊園からの依頼を受けて、同園で月に一度の上演を開始、会社を定年退職後も上演を続ける。小気味の良い表現、独特の語り口と多様な声色が人気を呼ぶ。『厳選!いい宿』（テレビ東京）、『出没!アド街ック天国』（同）、『はなまるマーケット』(TBS)などのテレビ番組でも取り上げられる。
2016年（平成28年）10月に、父の森下正雄と同じく喉頭癌を発症する。声を失わないよう、喉頭部全摘ではなく化学放射線治療を選択するものの、11月には筋肉や神経などの癌転移が発見され、それらの手術を受ける。さらに入院中に膀胱と前立腺の両方に癌が発見され、2017年5月に膀胱と前立腺の全摘手術を受けて、ストーマ（人工膀胱）生活となる。2018年10月には咽頭癌が再発して手術を受けるが、喉頭部全摘で声を失うことは避けられる。手術の影響で声質はやや変化し、一時は引退も覚悟するものの、「祖父や父と同じように夢を与えたい」との思いで、あらかわ遊園でなどで紙芝居を続けている。